# المرأة في فيجي
المرأة في فيجي هي المرأة التي تعيش أو هي أصلاً من جمهورية فيجي.
في 8 مارس 2007، وصفت نشرة فيجي تايمز أون لاين المرأة الفيجية بأنها تلعب دوراً هاماً في مجالات التنمية الاقتصادية والاجتماعية في المجتمع الفيجي.
النساء في جمهورية فيجي هن «القوة الدافعة» في الخدمات الصحية كممرضات وأطباء. كما أنهن أيضاً لاعبات رئيسيات في صناعتي السياحة والترفيه، فضلا عن التدريس في مجال التعليم.
وفقا لمادة المرأة والخصوبة في دستور فيجي، فإن وجود الأطفال الصغار جداً وحجم العائلة الكبيرة يساهمان في انخفاض مستوى مشاركة المرأة في القوى العاملة الفيجية والهندية في فيجي.
المرأة في فيجي تعيش في مجتمع أبوي حسب الثقافة والتقاليد حيث لديها دوراً ثانوياً في المنزل من جهة أداء الأعمال المنزلية التي تشمل وجبات الطبخ وتنظيف المنزل.
كما يتم التعامل مع المرأة باعتبارها تابعاً للرجل من قبل أفراد المجتمع.

## عادات الأكل
حسب التقاليد، فإن معظم الطبخ تقوم به النساء الفيجيات.
وتشمل المأكولات المطبخ الهندي الفيجي أغذية مصنوعة من النشا والتي تنطوي على استخدام نكهات مصنوعة من الخضار.
وتؤكل أيضا اللحوم والأسماك عند توفرها. تصنع الخبز الأرز المزروع محلياً أو من الطحين المستورد.
يتضمن التقليد الهندي الفيجي عرف أن المرأة تأكل بشكل منفصل عن الرجال.
لأسباب دينية يتجنب الهندوس من الشعب الهندي الفيجي أكل لحوم الأبقار كما يتجنب المسلمون من الشعب الهندي الفيجي أكل لحم الخنزير.

## وصلات خارجية
- وزارة المرأة والرعاية الاجتماعية والإسكان في فيجي
- المرأة الفيجية، فيجي - المرأة الفيجية في الشارع, Lonely Planet
- المجلس القومي للمرأة فيجي
- حركة الحقوق المرأة فيجي
- مركز أزمات المرأة فيجي